# Казанский государственный медицинский университет
Каза́нский госуда́рственный медици́нский университе́т — государственное высшее медицинское учебное заведение в Казани.
Датой основания Казанского государственного медицинского университета считается 14 мая 1814 года, когда состоялось так называемое «полное открытие» классического Императорского Казанского университета в составе четырёх отделений: нравственных и политических наук, физических и математических наук, врачебных наук и словесных наук.
Согласно постановлению СНК РСФСР № 132 от 5 ноября 1930 года учебное заведение получило статус самостоятельного медицинского института.

## История

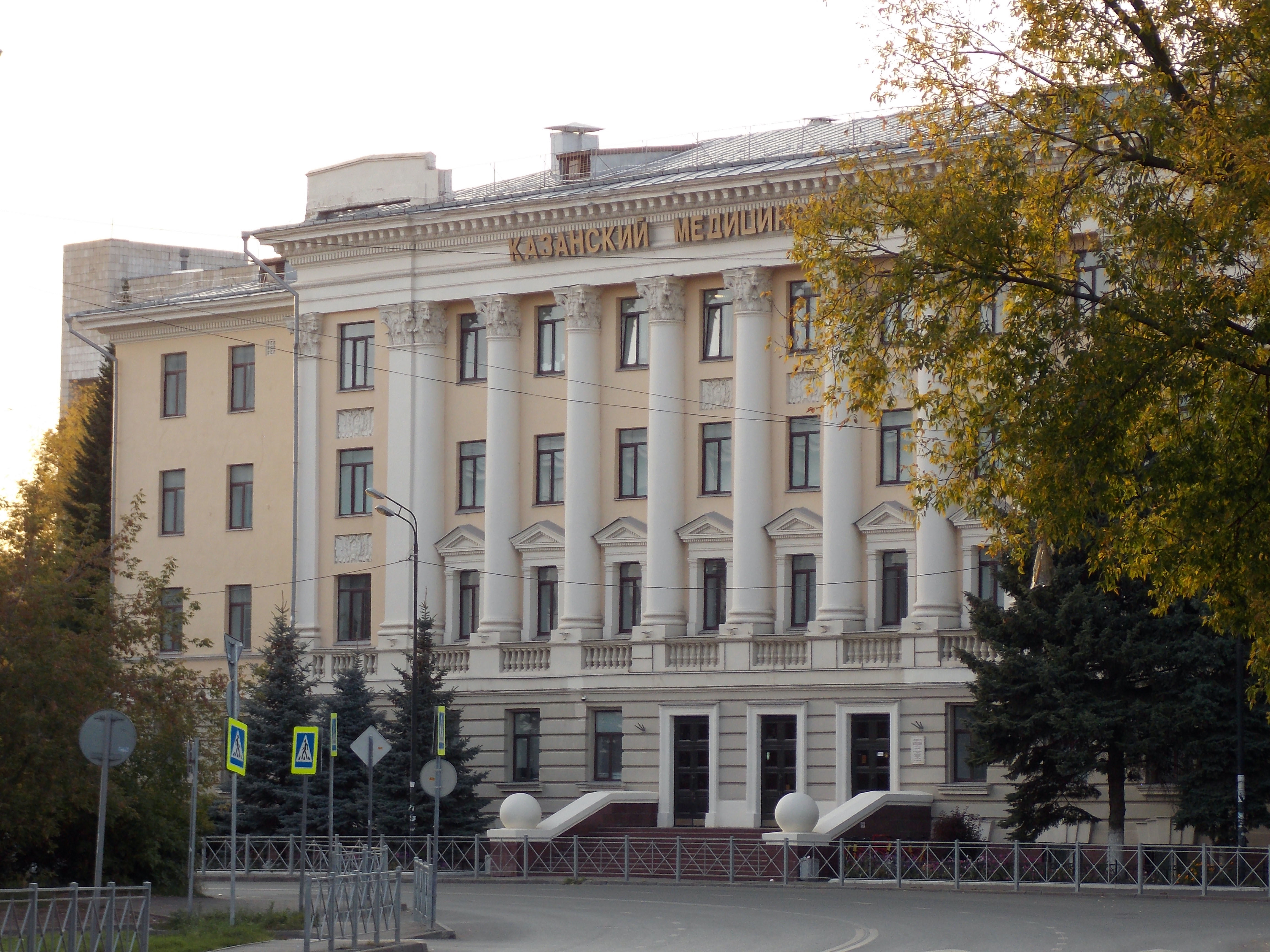
Казань, главный корпус КГМУ.

18 ноября 1804 года императором Александром I был учрежден Казанский университет, в состав которого входило Отделение врачебных наук. Открытие Отделения врачебных наук состоялось 14 мая 1814 года. В этот день (по новому стилю, по старому стилю - 2 мая 1814 г.) было проведено первое заседание совета Отделения врачебных наук  Императорского Казанского университета, на котором было определено принять предложенное ректором И.Брауна постановление Совета университета от 29 апреля 1814 г. (по старому стилю) об открытии Отделения врачебных наук и начале "отправления дел, к оному принадлежащих".
Согласно Уставу Российских университетов 1804 г., официально введенному в действие в Казанском университете 20 мая 1814 г. (по старому стилю), количество кафедр, действовавших с момента открытия Отделения врачебных наук, равнялось шести: кафедра анатомии, физиологии и судебной врачебной  науки; кафедра патологии, терапии и клиники, кафедра врачебного веществословия, фармации и врачебной словесности; кафедра хирургии, кафедра повивального искусства, кафедра скотолечения.
В  первые десятилетия существования в Казани высшей медицинской школы были созданы основы терапевтического и клинического образования. Медицинский факультет стал местом профессиональной деятельности выдающихся терапевтов и клиницистов того времени. Среди них такие имена как К.Ф. Фукс, И.О. Браун, Ф.Х. Эрдман и А.И. Арнгольдт, положившие начало преподаванию и научному освоению клинических дисциплин в Казанском университете.
Большим событием в жизни медицинского факультета стало строительство и ввод в эксплуатацию анатомического театра и университетской клиники. Здание Анатомического театра является уникальным памятником русского классицизма XIX века. Оно было построено в 1837 г., по проекту архитектора М.П. Коринфского при самом непосредственном участии ректора - Н.И. Лобачевского. Это здание было построено специально по образу анатомических театров эпохи Возрождения для проведения анатомических вскрытий и изучения анатомии. Университетская клиника была построена к 1840 году на средства, выделенные императором Николаем I, посетившим Казань в 1836 году.
С 1830-х гг. на смену иностранным специалистам приходят национальные высококвалифицированные научные кадры, среди которых профессора Н.А. Скандовский и Е.Ф. Аристов. Наиболее актуальным направлением учебного процесса становится разработка казанскими учеными-медиками некоторых вопросов клинической медицины, например, таких, как внедрение в практику физических методов диагностики заболеваний.
Во второй половине XIX в. деятельность медицинского факультета Казанского университета развивается стремительно. В 1858 году Ф. В. Овсянниковым открывается физиологическая лаборатория, в 1900 возводятся и официально открываются новый клинический городок и Бактериологический институт. На кафедрах преподают  Д. Я. Данилевский (биохимия), А.И.Якобий (гигиена), Н. О. Ковалевский (физиология), Н. А. Виноградов (терапия), К. А. Арнштейн (гистология), В. В. Пашутин (патфизиология), Е. В. Адамюк (глазные болезни), В. И. Разумовский (хирургия), В. М. Бехтерев (психиатрия), Л. О. Даркшевич (нервные болезни) и т.д.
Эта плеяда выдающихся профессоров-медиков второй половины XIX века стала основоположниками изучения многих медицинских дисциплин, прославивших медицинскую школу Казани. Научные направления, разрабатываемые ими, заложили основы перехода фундаментальных медико-биологических наук к экспериментальным исследованиям, а также послужили толчком к развитию клинического метода на базе естественнонаучных принципов.
В 1893 году начинает издаваться «Неврологический вестник», в 1901 — «Казанский медицинский журнал».
События 1917 года привели к распаду Российской империи и образованию нового государства — Союза Советских Социалистических республик. Все сферы жизни общества, включая область народного образования, были перестроены в корне: сложная социальная обстановка в Казани, свирепствующие эпидемии и продолжительные действия событий Гражданской войны значительно осложнили академическую и научную жизнь медицинского сообщества. Только на 8 из 24 кафедр медицинского факультета сохранялась стабильность с положением заведующих кафедр. Резко увеличилось количество студентов из рабоче-крестьянской среды, составлявшее более 60% к 1930 г.
Несмотря на трудности организационного плана, медико-профилактические мероприятия, направленные на локализацию эпидемий, были весьма успешными. При содействии и непосредственном участии казанских профессоров-медиков в городе открывались новые научно-исследовательские институты (к примеру, Трахоматозный институт, открытый в 1922 году). Новое поколение ученых-медиков Казани заявило о себе научными открытиями и достижениями: в их числе гистолог А.Н. Миславский, микробиолог В.М. Аристовский, терапевты М.Н. Чебоксаров и Н.К. Горяев, хирурги А.В. Вишневский и В.Л. Боголюбов, акушер-гинеколог В.С. Груздев, психиатр Т.И. Юдин, окулист В.В. Чирковский. Помимо организации новых теоретических и клинических кафедр, которыми заведовали талантливые ученые, развивалось направление профилактической медицины, что стало характерным признаком советского здравоохранения.
В 1930 году медицинский факультет Казанского государственного университета получает статус самостоятельного Казанского государственного медицинского института с лечебным (1930), санитарно-гигиеническим (1930), педиатрическим (1932), стоматологическим (1956) и фармацевтическим (1975) факультетами.
В 1931 г. было издано постановление правительства «О медицинских кадрах». Благодаря этому, с 1931—1932 гг. была внедрена новая форма подготовки врачебных кадров из средних медицинских работников, которые учились на базе крупных лечебных учреждений в так называемых «больницах-вузах» без отрыва от производства. Впоследствии эта форма подготовки врачей была преобразована и реорганизована в вечерние отделения в медицинских институтах.
В этот период происходит расцвет научных школ В. С. Груздева, Н. А. Миславского, А. В. Вишневского, А. Д. Адо, В. Н. Терновского.
К началу 1941 г. в Советском Союзе функционировало 72 медицинских вуза, обучавших 115000 студентов. После начала Великой Отечественной войны для медицинских институтов был выработан новый учебный план с целью сокращения времени подготовки врачей. В то же время учебный процесс был осложнен нехваткой профессорско-преподавательского состава, в большом количестве добровольно ушедшего на фронт.
Казанский государственный медицинский институт также подчинил учебные, научные, лечебные, хозяйственные и воспитательные направления своей деятельности цели победы в этой войне. Казанские медики работали в многочисленных эвакогоспиталях, обустроенных по всему городу. Повсюду, в зданиях школ, институтов, государственных учреждениях медицинскими работниками и сотрудниками КГМИ и ГИДУВа обеспечивался полный цикл работы с ранеными, начиная от круглосуточного приема эшелонов с ранеными, завершая проведением сложнейших операций. План научно-исследовательской работы, разработанный в августе 1941 г. и предназначенный для второй половины 1941 г., включал в себя исследования тематики оборонного значения. Спустя всего несколько месяцев, в ноябре 1941 г. результаты исследований были воплощены в жизнь. Это, к примеру, совместные исследования 3.И. Малкина и Е.Б. Сеченя (использование витамина В при лечении длительно незаживающих язв и ранений); Н.К. Горяева, А.Г. Терегулова, 3.И. Малкина, Б.А. Вольтера, В.И. Катерова (использование витамина В при лечении легочных нагноений); а также разработки Р.А. Вяселева и К.С. Казакова (ампула для переливания, хранения и транспортировки крови).
Огромный вклад в развитии Казанской медицины периода Великой Отечественной войны внесла Е.А.Домрачева, которая была ведущим хирургом специализированного челюстно-лицевого госпиталя. За годы войны ею были проделаны сотни операций по реконструкции лица и челюсти. Наблюдая и оперируя раненых, она приобрела огромный личный опыт, который заставил ее пересмотреть имевшиеся до того времени представления по поводу наложения глухого шва и первичной пластики при челюстно-лицевых ранениях. Она доказала необходимость ранней пластики при наличии воспаления в ране.
Ученые проводили санитарно-профилактическую и лечебную работу также за пределами вуза и эвакогоспиталей: преподаватели КГМИ выезжали в населенные пункты Татарской АССР, посещали городские заводы. К примеру, профессора Е.М. Лепский и А.Ф. Агафонов, доцент Е.П. Кревер проводили консультативную работу по борьбе с детской заболеваемостью и смертностью .
В 1944 г. была учреждена Академия медицинских наук СССР, созданная с целью восстановления и развития  медицинских вузов после окончания Великой Отечественной войны. Многие профессора, ученые – выходцы из Казанского государственного медицинского института стали членами АМН СССР (В.Н. Терновский Аристовский, В.В. Чирковский, А.В. Вишневский), членами-корреспондентами АМН СССР (А.Д. Адо и А.В. Кибяков).
История института 1960-1990-х гг. не менее богата событиями и достижениями как в научной, так и в учебной областях. В этот период вуз был награжден орденом Трудового Красного Знамени, ему присвоили имя С.В. Курашова. Были построены и введены в строй новый учебный корпус, два студенческих общежития,  открыты самостоятельные факультеты: социальной работы и фармацевтический, продолжало увеличиваться число кафедр (в 1945 г. -  45 кафедр,  в 1964 г. – 48 кафедр, в 1994 г. – 66 кафедр).
24 апреля 1994 году Казанскому государственному медицинскому институту присвоен статус университета.
Мировые научные открытия, сделанные выпускниками Казанского ГМУ:
- В.А. Энгельгардт, окислительное фосфорилирование (1931 г.);
- А.В. Кибяков, экспериментальное доказательство участия медиаторов в межнейронной передаче импульсов (1933 г.);
- А.П. Нестеров, явление блокады склерального синуса (1985 г.).

Среди выпускников казанской медицинской школы — более 30 академиков и членов-корреспондентов Академии Наук России, а также руководителей системы здравоохранения СССР и России: Н.А. Семашко, З.П. Соловьев, С.В. Курашов, А.А. Баранов, А.Д. Царегородцев, Р.У. Хабриев, А.З. Фаррахов, др.

## Казанский государственный медицинский университет сегодня
В настоящее время Казанский государственный медицинский университет включает в себя 8 факультетов с 64 кафедрами и более чем 1800 сотрудниками (ведущими подготовку по 10 специальностям); обучает более 7500 студентов (включая 1150 иностранных студентов из 52 стран мира), ординаторов и аспирантов. Подготовка кадров высшей квалификации в Казанском ГМУ включает в себя 48 программ клинической ординатуры, 39 программы аспирантуры, 3 программы магистратуры, программы непрерывного медицинского образования.
Казанский  ГМУ сотрудничает с 44 зарубежными организациями-партнерами по всему миру. Это различные медицинские школы, научно-исследовательские центры, медицинские учреждения, министерства:
1. Университет Салерно, Италия;
2. Медицинская школа Вирджинии Тех Кариллион, США;
3. Университет Макерере, Уганда;
4. Карагандинский государственный медицинский университет, Казахстан;
5. Кыргызская Государственная Медицинская Академия, Кыргызстан;
6. Самаркандский государственный медицинский институт, Узбекистан;
7. Белорусский государственный медицинский университет, Белоруссия;
8. Вильнюсский университет, Литва;
9. Университет Шри Рамачандра, Индия;
10. Университет Ибероамерикана, Доминиканская Республика;
11. Казахский национальный медицинский университет имени С. Д. Асфендиярова, Казахстан;
12. Медицинский университет Веньчжоу, Китай;
13. Мешхедский университет медицинских наук, Иран;
14. Тринити-колледж (Дублин), Ирландия;
15. Университет Ниигаты, Япония;
16. Хунаньский университет китайской медицины, Китай;
17. Ташкентская медицинская академия, Узбекистан;
18. Андижанский государственный медицинский институт, Узбекистан;
19. Ташкентский педиатрический медицинский институт, Узбекистан;
20. Приднестровский государственный университет имени Т. Г. Шевченко, Приднестровская Молдавская Республика;
21. Университет Ла Коруна, Испания;
22. Университет Техаса в Эль-Пасо, США;
23. Гродненский государственный медицинский университет, Беларусь;
24. Университет Медицинских Наук, Турция;
25. Ташкентский государственный стоматологический институт, Узбекистан;
26. Назарбаев Университет, Казахстан;
27. Гомельский государственный медицинский университет, Беларусь;
28. Ванадзорский государственный университет имени О.Туманяна, Армения;
29. Медицинский центр Университета Небраски, США;
30. Институт исследований мозга Университета Ниигаты, Япония;
31. Римский университет Ла Сапиенца, Италия;
32. Казахский медицинский университет непрерывного образования, Казахстан;
33. Институт медицинских наук Датта Меге, Индия;
34. Отдел исследований патологии и физиологии Национального института безопасности и охраны труда, США;
35. Клиника Карилион, США;
36. Организация здравоохранения Западного Коннектикута, США;
37. GMED Global, Llc., США;
38. Международный королевский колледж Канады, Канада;
39. Российский центр науки и культуры (с 2021 года — «Русский дом», представительство Россотрудничества) в Ченнае (Индия).
40. Асклепиос-Мед груп, Венгрия;
41. Организация объединенных наций по вопросам образования, науки и культуры (ЮНЕСКО), Франция;
42. Региональный учебный центр по научным исследованиям в здравоохранении, Казахстан;
43. CanHealth International, Канада;
44. Министерство общественной безопасности Социалистической Республики Вьетнам, Вьетнам;
45. Health in Code, Испания;
46. ООО «Сеть здравоохранения Вивантес», Клиника Нойкельн, Клиника акушерской медицины, Германия;
47. Interactive Health International, Канада;
48. Рулаком Консалт Гмбх, Германия.
Более 50 студентов Казанского ГМУ ежегодно участвуют в международных программах студенческих обменов IFMSA (Германия, Италия, Испания, Венгрия и др.). 10-15 преподавателей и ученых Казанского ГМУ ежегодно проходят стажировки за рубежом (США, Франция, Германия, и др.). Регулярно организуются элективы по программе «Глобальное здоровье», реализуемые совместно с Университетом Вермонта (США), Университетом Макерере (Уганда) и Ибероамериканским Университетом (Доминиканская Республика).
За трудовые достижения и высокие показатели в профессиональной деятельности Казанский ГМУ награжден благодарностью Президента Российской Федерации Владимира Путина.

## Факультеты
| Название                                                                | Год основания |
| ----------------------------------------------------------------------- | ------------- |
| Лечебный (6 лет обучения)                                               | 1814          |
| Медико-профилактический (6 лет обучения)                                | 1930          |
| Педиатрический (6 лет обучения)                                         | 1932          |
| Стоматологический (5 лет обучения)                                      | 1954          |
| Фармацевтический (5 лет обучения)                                       | 1975          |
| Социальной работы и высшего сестринского образования* (4 года обучения) | 1991; 1994    |
| Медико-биологический** (6 лет обучения)                                 | 2011          |

Примечания к таблице:
* Факультет менеджмента и высшего сестринского образования и Факультет социальной работы были преобразованы в единый Факультет социальной работы и высшего сестринского образования.
** Медико-биологический факультет осуществляет подготовку специалистов в областях "Медицинская биохимия", "Медицинская биофизика".

## Международная аккредитация
С 2015 года Казанский государственный медицинский университет сотрудничает с Королевским колледжем врачей и хирургов Канады. Результатом этого сотрудничества стало:
•     Развитие медицинского образования, основанного на компетенциях;
•     Запуск пилотного проекта резидентуры «Внутренние болезни» (ноябрь 2015 г.);
•     Соглашение о сотрудничестве с Королевским колледжем Канады (январь 2016 г.);
•     Визит представителей Королевского колледжа в Казанский ГМУ (май 2016 г.);
•     Встреча президента Республики Татарстан Р.Н. Минниханова с руководством Королевского колледжа Канады и ректором Казанского ГМУ А.С. Созиновым (Торонто, сентябрь 2016 г.);
•     Институциональная аккредитация от Королевского колледжа Канады (17 апреля 2017 г.);
•     Аккредитация программы резидентуры Казанского ГМУ от Королевского колледжа Канады (12 июля 2019 г.) – впервые в мире за пределами Канады.
Казанский государственный медицинский университет первым из вузов Российской Федерации прошел международную аккредитацию по стандартам Всемирной Федерации Медицинского Образования (WFME). Данное решение было принято 20 декабря 2019 г. на заседании Аккредитационного совета JAAR/НААР. Сертификат выдан на максимальный 5-летний срок.

## Рейтинг
Казанский государственный медицинский университет входит в Топ-10 вузов России в сфере "Медицина", занимая 6 строчку в рейтинге .
Казанский государственный медицинский университет стал единственным вузом Республики Татарстан и единственным медицинским университетом России,который вошел в Мировой рейтинг экологической устойчивости университетов UI GreenMetric 2020, заняв 688-ю позицию среди вузов мира и 34-e место – среди вузов России. Всего в рейтинг вошли 912 вузов из 84 стран мира и 51 вуз из России.
По результатам рейтинга высших учебных заведений ARES-2020 Казанский ГМУ занимает 31-ю позицию среди всех вузов России, третью - среди медицинских вузов и вторую - среди высших учебных заведений Республики Татарстан.
По «качеству приема студентов на первый курс» КГМУ занимает 21-28 позицию среди всех вузов Российской Федерации и первое место среди вузов Республики Татарстан (по данным Общественной палаты РФ совместно с ГНИУ «Высшая школа экономики»).
Согласно данным рейтингового агентства RAEX Аналитика в 2022 году КГМУ входит в 100 лучших вузов России (Рейтинг RAEX-100, 2022 год), располагаясь на 46 месте по способности обеспечивать выпускникам высокое качество знаний, навыков и умений, исходя из условий для их получения и результатов применения.
В рейтинге влиятельности вузов России (RAEX), 2022 университет занимает 57 место .
В глобальном рейтинге Times Higher Education Impact Ranking 2021 Казанский ГМУ занял 801-1000 место:
Позиции в рейтинге по отдельным целям устойчивого развития составляют:
Цель № 3 «Хорошее здоровье и благополучие»:101-200 место;
Цель № 4 «Качественное образование»: 401-600 место;
Цель № 9 «Индустриализация, инновации и инфраструктура»: 401-600 место;
В рейтинге по цели №3 «Хорошее здоровье и благополучие» Казанский ГМУ занял 4–8 место среди российских вузов;
В  общий рейтинг THE Impact Ranking 2021 вошли 1115 университетов из 94 стран, в том числе 75 российских университетов.
В 2022 году вуз вошел в Международный рейтинг «Три миссии университета», где занял позицию в диапазоне 1301—1400 (63-71 место среди российских вузов) .

## Руководители КГМИ и КГМУ (с 1930 г. по настоящее время)
- С. М. Курбангалеев 1930—1931
- А. А. Диковицкий 1931—1932
- И. С. Алуф 1932—1935
- М. И. Аксянцев 1935
- С. Б. Еналеев 1935—1937
- М. В. Нежданов 1937—1941
- С. В. Курашов 1941—1942
- Г. Ф. Тихонов 1942—1944
- В. С. Исупов 1944—1945
- М. Ф. Мережинский 1945—1947
- Р. А. Вяселев 1947—1963
- Х. С. Хамитов 1963—1989
- Н. Х. Амиров 1989—2009
- А. С. Созинов c 2009

## Научные направления
Студенческая ассоциация КГМУ является членом Европейской ассоциации студентов-медиков. КГМУ - лидер среди российских медицинских вузов по количеству студентов, ежегодно проходящих производственную практику в клиниках зарубежных университетов.
По результатам Олимпийского зачета вузов, участвовавших во Всероссийской Олимпиаде студентов "Я-профессионал" 2019-2020, Команда Казанского ГМУ заняла 30-е командное место.
Казанский ГМУ является Лауреатом студенческой премии Республики Татарстан «Студент года» в номинациях:
- Студент года
- Лучший вуз
- Лучшее студенческое научное общество.

Студенческое научное общество Казанского ГМУ было признано лучшим среди всех медицинских вузов России
Приоритетными направлениями развития науки в КГМУ являются: молекулярная генетика, молекулярная физиология, клеточные и тканевые технологии, онкология, сердечно-сосудистые заболевания, профилактическая среда, эндокринология, неврология и нейронауки, педиатрия, репродуктивное здоровье, психиатрия и зависимости, фармакология и фармацевтическая химия, критические технологии в медицине.
Научные школы национального и европейского уровня в Казанском ГМУ:
- Физиология
- Клеточная биология
- Неврология
- Патология
- Биохимия
- Фармакология
- Терапия
- Общественное
- Здравоохранение
- Гигиена
- Хирургия
- Гинекология

У университета есть своя Центральная научно-исследовательская лаборатория, Банк стволовых клеток. Созданы научно-образовательные центры «Молекулярная и клеточная медицина», «Фундаментальная и прикладная нейрофизиология», «Разработка новых лекарственных препаратов и систем доставки лекарственной субстанции».
На базе КГМУ издается несколько периодических научно-практических изданий: «Неврологический вестник»,«Казанский медицинский журнал», газета «Казанский медик», студенческий журнал «Doctor+», «Вестник современной клинической медицины».

## Инфраструктура
В КГМУ полностью развита материально-техническая, информационная, социальная инфраструктура. Все подразделения имеют доступ к сети интернет, внедрен электронный документооборот.
В Казанском государственном медицинском университете работает первый симуляционный центр в России (Центр практических умений), симуляционная стоматологическая поликлиника и симуляционная аптека с высокотехнологичным оборудованием для обучения стоматологов и фармацевтов; осуществляется сетевое образование с Образовательным центром высоких медицинских технологий, а также реализуется Методика «Стандартизированный пациент» для обучения студентов старших курсов в сотрудничестве со специалистами Медицинской школы Вирджиния (Virginia Tech Carilion School of Medicine, США).
Крупнейшие клинические базы Казанского ГМУ:
| Республиканская клиническая больница          | 1165 коек  |
| --------------------------------------------- | ---------- |
| Детская республиканская клиническая больница  | 1093 койки |
| Городская клиническая больница №7             | 1264 койки |
| Межрегиональный клинико-диагностический центр | 382 койки  |

## Общественная деятельность
Студенты КГМУ - постоянные победители конкурсов, олимпиад, спортивных мероприятий. В 2014 году КГМУ стал обладателем номинаций - «Вуз года» и «Студенческая научная организация года», Х Ежегодной студенческой премии "Студент года", обладателем Гран-при Международного Фестиваля искусств студентов-медиков и медицинских работников. В 2015 году - победителем III Всероссийской студенческой олимпиады по практической медицинской подготовке «Золотой МедСкилл».
Для занятий спортом имеются спортивные залы, лыжная база, спортивно-оздоровительный лагерь "Медик", создан спортклуб КГМУ, который объединяет хоккейный и футбольные клубы, 16 секций, группу поддержки КГМУ «Адреналин», клуб любителей воздухоплавания «Тулпар»  и клуб подводного плавания «Бэнтос». В 2012 году КГМУ одержал победу во Всероссийском конкурсе «ВУЗ здорового образа жизни».
Действуют студенческие организации: «КлубА отличников КГМУ», студенческие трудовые отряды, добровольческое движение «Наш выбор», «Волонтеры Универсиады». В дни проведения «Универсиады 2013» студенты-волонтеры медицинского профиля работали по направлениям: «медицинское обеспечение» и «допинг-контроль», а также в составе группы поддержки сборной России и по таким направлениям, как: атташе, лица универсиады, городские волонтеры и т.д. Студенты, интерны и ординаторы КГМУ принимали активное участие в подготовке и проведении Олимпийских игр в г. Сочи  и "FINA 2015".